# Draba litamo
Draba litamo är en korsblommig växtart som beskrevs av Antonio Lorenzo Uribe Uribe. Draba litamo ingår i släktet drabor, och familjen korsblommiga växter. Inga underarter finns listade i Catalogue of Life.